# Баталова, Елена Алексеевна
Еле́на Алексе́евна Бата́лова (род. 27 августа 1964, Москва) — советская и российская фристайлистка, чемпионка мира по фристайлу, двукратная обладательница Кубка мира. 

## Биография
Родился 27 августа 1964 года в Москве.
Многократная победительница (43 победы) и призёр этапов Кубка мира. Мастер спорта России международного класса по фристайлу.
Выступала за Московское городское физкультурно-спортивное объединение и ЭШВСМ, г. Москва. Тренер — С. Р. Шайбин.
Ныне — тренер по акробатике (фристайл) в Москве.

## Интервью
- Елена Баталова: бочку с медом даже ложка дегтя не испортила